# H.264
H.264 é um padrão para compressão de vídeo, baseado no MPEG-4 Parte 10 ou AVC (Advanced Video Coding), desenvolvido pela ITU-T Video Coding Experts Group (VCEG) em conjunto com a ISO/IEC MPEG que formaram uma parceria conhecida por Joint Video Team (JVT). A versão final, formalmente chamada por ISO/IEC 14496-10), foi lançada em Maio de 2003.

## Projeto
A intenção do projeto H.264/AVC era criar um padrão capaz de fornecer boa qualidade de vídeo com uma taxa de bitrate muito baixa em relação aos padrões já existentes (MPEG-2, H.263...), mas sem aumentar a complexidade do projeto seria algo praticamente impossível de ser implementado. Outra meta do projeto era fazer um padrão que fosse compatível a todas as necessidades, isto é, compatível com vídeos de baixa e alta bitrate ou com baixa e alta resolução.
Em Maio de 2003 a JVT lançou a primeira versão do padrão e em seguida desenvolveu extensões da versão original do padrão, conhecidas por Fidelity Range Extensions (FRExt).

## Perfis
O padrão tem sete configurações diferentes, chamadas perfis. Cada configuração foi feita pensando em aplicações .
Baseline Profile (BP)Indicada para sistemas com poucos recursos. É mais comum ser usado em vídeoconferências ou aplicações móveis, por causa da sua baixa taxa de bitrate.
Main Profile (MP)Inicialmente desenvolvido para broadcast e armazenamento, foi aos poucos substituído pelo perfil High Profile.
Extended Profile (XP)Criado para streaming media, este perfil tem alta taxa de compressão.
High Profile (HiP)Tal como o MP, este perfil foi criado para broadcast e armazenamento, em especial para alta definição. É o perfil adotado em discos HD DVD e Blu-Ray.
High 10 Profile (Hi10P)Está muito além das necessidades dos consumidores de hoje em dia. Este perfil é baseado no HiP, adicionando 10 bits por frame para melhor precisão na decodificação da imagem.
High 4:2:2 Profile (Hi422P)Desenvolvido pensando em vídeos entrelaçados, este perfil tem por base o Hi10P com o suporte ao formato 4:2:2.
High 4:4:4 Predictive Profile (Hi444PP)Baseado no perfil Hi422P, mas utiliza o formato 4:4:4 e tem um maior número de bits para a precisão na decodificação de imagem (14 bits). Este perfil ainda tem a característica de, no processo de compressão fazer o processo em três cores separadas.

## Níveis
| Nível | Máximo de macroblocos por segundo | Tamanho Máximo de Frame (macroblocos) | Máximo Bitrate de Vídeo para Baseline, Extended e Main Profiles | Máximo Bitrate de Vídeo para High Profile | Máximo Bitrate de Vídeo para High 10 Profile | Máximo Bitrate de Vídeo para High 4:2:2 e High 4:4:4 Predictive Profiles | Exemplos para resolução máxima @ Taxa de Frames (Máximo de Frames Guardados) por nível            |
| ----- | --------------------------------- | ------------------------------------- | --------------------------------------------------------------- | ----------------------------------------- | -------------------------------------------- | ------------------------------------------------------------------------ | ------------------------------------------------------------------------------------------------- |
| 1     | 1485                              | 99                                    | 64 kbit/s                                                       | 80 kbit/s                                 | 192 kbit/s                                   | 256 kbit/s                                                               | 128x96@30.9 (8) 176x144@15.0 (4)                                                                  |
| 1b    | 1485                              | 99                                    | 128 kbit/s                                                      | 160 kbit/s                                | 384 kbit/s                                   | 512 kbit/s                                                               | 128x96@30.9 (8) 176x144@15.0 (4)                                                                  |
| 1.1   | 3000                              | 396                                   | 192 kbit/s                                                      | 240 kbit/s                                | 576 kbit/s                                   | 768 kbit/s                                                               | 176x144@30.3 (9) 320x240@10.0 (3) 352x288@7.5 (2)                                                 |
| 1.2   | 6000                              | 396                                   | 384 kbit/s                                                      | 480 kbit/s                                | 1152 kbit/s                                  | 1536 kbit/s                                                              | 320x240@20.0 (7) 352x288@15.2 (6)                                                                 |
| 1.3   | 11880                             | 396                                   | 768 kbit/s                                                      | 960 kbit/s                                | 2304 kbit/s                                  | 3072 kbit/s                                                              | 320x240@36.0 (7) 352x288@30.0 (6)                                                                 |
| 2     | 11880                             | 396                                   | 2 Mbit/s                                                        | 2.5 Mbit/s                                | 6 Mbit/s                                     | 8 Mbit/s                                                                 | 320x240@36.0 (7) 352x288@30.0 (6)                                                                 |
| 2.1   | 19800                             | 792                                   | 4 Mbit/s                                                        | 5 Mbit/s                                  | 12 Mbit/s                                    | 16 Mbit/s                                                                | 352x480@30.0 (7) 352x576@25.0 (6)                                                                 |
| 2.2   | 20250                             | 1620                                  | 4 Mbit/s                                                        | 5 Mbit/s                                  | 12 Mbit/s                                    | 16 Mbit/s                                                                | 352x480@30.7(10) 352x576@25.6 (7) 720x480@15.0 (6) 720x576@12.5 (5)                               |
| 3     | 40500                             | 1620                                  | 10 Mbit/s                                                       | 12.5 Mbit/s                               | 30 Mbit/s                                    | 40 Mbit/s                                                                | 352x480@61.4 (12) 352x576@51.1 (10) 720x480@30.0 (6) 720x576@25.0 (5)                             |
| 3.1   | 108000                            | 3600                                  | 14 Mbit/s                                                       | 17.5 Mbit/s                               | 42 Mbit/s                                    | 56 Mbit/s                                                                | 720x480@80.0 (13) 720x576@66.7 (11) 1280x720@30.0 (5)                                             |
| 3.2   | 216000                            | 5120                                  | 20 Mbit/s                                                       | 25 Mbit/s                                 | 60 Mbit/s                                    | 80 Mbit/s                                                                | 1280x720@60.0 (5) 1280x1024@42.2 (4)                                                              |
| 4     | 245760                            | 8192                                  | 20 Mbit/s                                                       | 25 Mbit/s                                 | 60 Mbit/s                                    | 80 Mbit/s                                                                | 1280x720@68.3 (9) 1920x1080@30.1 (4) 2048x1024@30.0 (4)                                           |
| 4.1   | 245760                            | 8192                                  | 50 Mbit/s                                                       | 50 Mbit/s                                 | 150 Mbit/s                                   | 200 Mbit/s                                                               | 1280x720@68.3 (9) 1920x1080@30.1 (4) 2048x1024@30.0 (4)                                           |
| 4.2   | 522240                            | 8704                                  | 50 Mbit/s                                                       | 50 Mbit/s                                 | 150 Mbit/s                                   | 200 Mbit/s                                                               | 1920x1080@64.0 (4) 2048x1080@60.0 (4)                                                             |
| 5     | 589824                            | 22080                                 | 135 Mbit/s                                                      | 168.75 Mbit/s                             | 405 Mbit/s                                   | 540 Mbit/s                                                               | 1920x1080@72.3 (13) 2048x1024@72.0 (13) 2048x1080@67.8 (12) 2560x1920@30.7 (5) 3680x1536@26.7 (5) |
| 5.1   | 983040                            | 36864                                 | 240 Mbit/s                                                      | 300 Mbit/s                                | 720 Mbit/s                                   | 960 Mbit/s                                                               | 1920x1080@120.5 (16) 4096x2048@30.0 (5) 4096x2304@26.7 (5)                                        |
| Nível | Máximo de macroblocos por segundo | Tamanho Máximo de Frame (macroblocos) | Máximo Bitrate de Vídeo para Baseline, Extended e Main Profiles | Máximo Bitrate de Vídeo para High Profile | Máximo Bitrate de Vídeo para High 10 Profile | Máximo Bitrate de Vídeo para High 4:2:2 e High 4:4:4 Predictive Profiles | Exemplos para resolução máxima @ Taxa de Frames (Máximo de Frames Guardados) por nível            |

## Aplicações
- HD DVD
- Blu-ray
- DTH
  -  BBC HD
  -  DirecTV
  -  Dish Network
  -  Euro1080
  -  Premiere
  -  ProSieben
  -  SBTVD
  - / Sky HD
  -  SKY Italia
  -  SVT HD
  -  TDT

## H.261
O primeiro padrão de codificação de vídeo da família H.26x.

## H.263
O H.263 é uma recomendação publicada pela ITU e baseada no H.261. 
Os códigos propostos nesta recomendação melhoram a performance da compressão e permitem que o vídeo tenha taxas variáveis. 
Esta recomendação especifica uma codificação que pode ser usada para compressão de imagens móveis pertencentes a serviços audiovisuais de baixa taxa de bits. É uma codificação híbrida que aproveita a predição de imagens da recomendação H.261 mas também toma proveito da redundância temporal e transforma a codificação do sinal restante de modo a reduzir a redundância espacial. Assim como o H.261 gera dados do tipo CIF e seus derivados sub-QCIF, QCIF, 4CIF e 16CIF. 
Possui maior precisão na compensação de movimentos e se torna mais eficiente na compactação identificando redundâncias temporais além de espaciais, como descrito. Também há dezesseis codificações opcionais propostas para melhorar a performance de compressão. 
A taxa de bits do vídeo pode ser variável, não há restrições no H.263 quanto a esta taxa, as restrições serão impostas pela rede. 
A correção de erros não será providenciada por esta recomendação, é aconselhável que se utilize entidades externas para tanto.

## x264
x264 é um software de código aberto para codificação de fluxos de vídeo para o formato H.264/MPEG-4 AVC. Ele é distribuído sob os termos do GNU General Public License.
x264 foi originalmente desenvolvido por Laurent Aimar, que parou o desenvolvimento em 2004, depois de ser contratado pela ATEME. Loren Merritt, assumiu o desenvolvimento em seguida. Hoje, o x264 é desenvolvido primeiramente por Loren Merritt, Jason Garrett-Glaser, Steven Walters, Anton Mitrofanov, David Conrad, e Poirier Guillaume.